# 嶋田和子
嶋田和子（しまだ かずこ、1946年 - ）は、日本の日本語教育学者。アクラス日本語教育研究所 代表理事、公益社団法人日本語教育学会監事、一般財団法人ドナルド・キーン記念財団理事、一般財団法人杉並区交流協会評議員。学校法人国際青年交流学園イーストウエスト日本語学校副校長、公益社団法人日本語教育学会副会長などを歴任。

## 概要
- 東京都立西高等学校卒。 津田塾大学英文科卒[1]。放送大学大学院文化科学研究科修了。教師の指導、学生の日本語指導・進学指導にあたる。地域社会、小・中学校、大学等とのネットワーク構築を目指している。元公益社団法人日本語教育学会副会長　ACTFL-OPIトレーナー[2]。日本語教育学会賞受賞(2010年度）、令和４年度文化庁長官表彰[3]。

## 著書
- 『漢字たまご　中級２』（共著）凡人社、2025年
- 『できる日本語　中級』第２版（共著）アルク、2024年
- 『できる日本語　初中級』第２版（共著）アルク、2024年
- 『できる日本語　初級』第２版（共著）アルク、2024年
- 『漢字たまご　中級１』(共著）凡人社2024年
- 『人とつながる　介護の日本語』アルク2022年
- 『日本語プロフィシェンシー研究の広がり』（共著）ひつじ書房2022年
- 『外国にルーツを持つ女性たち　彼女たちの「こころの声」を聴こう！』ココ出版2020年
- 『OPIによる会話能力の評価―テスティング、教育、研究に生かす」（共著）凡人社2020年
- 『日本語の教科書がめざすもの』（共著）凡人社2019年
- 『できる日本語中級　ことば・表現ワークブック』（監修）凡人社2018年
- 『談話とプロフィシェンシー』（共著）凡人社 2015年
- 『漢字たまご　初中級』（監修）凡人社 2013年
- 『できる日本語　中級』（監修）アルク 2013年
- 『たのしい読みもの５５　初級＆初中級』（監修）アルク 2013年
- 『できる日本語　わたしのことばノート　初中級』（監修）凡人社 2013年
- 『できる日本語　教え方ガイド＆イラストデータＣＤ・ＲＯＭ　初中級』（監修）  アルク 2012年
- 『できる日本語　わたしの文法ノート　初中級』（監修）凡人社　2012年
- 『漢字たまご　初級』（監修）凡人社 2012年
- 『対話とプロフィシェンシー』（共著）凡人社 2012年
- 『日本語教育のためのコミュニケーション研究』（共著）くろしお出版 2012年
- 『できる日本語　初中級』（監修）アルク 2012年
- 『できる日本語　わたしのことばノート　初級』（監修）  凡人社 2012年
- 『できる日本語　教え方ガイド＆イラストデータＣＤ・ＲＯＭ　初級』（監修）  アルク 2011年
- 『できる日本語　わたしの文法ノート　初級』（監修）凡人社 2011年
- 『新・日本留学試験実践問題集　聴解・聴読解』（監修）ジャパンタイムズ 2011年
- 『日本留学試験　速攻トレーニング記述』（共著）アルク 2011年
- 『日本留学試験　速攻トレーニング聴読解』（共著）アルク 2011年
- 『できる日本語　初級』（監修）  アルク 2011年
- 『日本語教育でつくる社会－私たちの見取り図－』（共著） ココ出版 2010年
- 『ロールプレイ玉手箱』（共著） ひつじ書房 2010年
- 『LIVE from TOKYO　生の日本語を聴き取ろう！』（監修） ジャパンタイムズ 2009年
- 『ワイワイガヤガヤ 教師の目、留学生の声 – 異文化交流の現場から』 教育評論社 2009年
- 『プロフィシェンシーと日本語教育』（共著） ひつじ書房 2009年
- 『プロフィシェンシーを育てる – 真の日本語能力をめざして』（共著） 凡人社 2008年
- 『目指せ、日本語教師力アップ！ - OPIでいきいき授業』 ひつじ書房 2008年
- 『キムチと味噌汁 – 韓日、異文化交流のススメ』 教育評論社 2007年
- 『アカデミック・ジャパニーズの挑戦』（共著） ひつじ書房 2006年
- 『日本留学試験実践問題集　聴読解』（共著）ジャパンタイムズ 2004年
- 『日本留学試験対策問題集スコアアップ問題集　聴読解・記述』（共著）アルク2003年
- 『世界がステージ！』（共著） 岩波書店 2002年
- 『日本語の達人への道』（韓国語） サラムイン出版（韓国）　2000年

## 論文
- 国立情報学研究所収録論文 国立情報学研究所